# Лаас (мифология)
Лаас (др.-греч. Λᾶας «камень») — в редком варианте греческого мифа сын Метиды, которого проглотил Крон, считая, что глотает собственного сына Зевса. Когда Зевс воцарился над миром, в благодарность к своему спасителю Лаасу, бог назвал его именем людей.
Мотив проглатывания камня присутствуют в «Теогонии» Гесиода, где упоминается и сын Метиды. Типично также обыгрывание в мифах созвучия между греческими словами «лаас» (камень) и «лаос» (народ) .